# Phormium colensoi
Phormium colensoi (Engels: mountain flax, Maori: Wharariki) is een vaste plant uit de familie Hemerocallidaceae. 
De soort komt voor in Nieuw-Zeeland, zowel op het Noordereiland als op het Zuidereiland en Stewarteiland. Op het Noordereiland is de soort zeldzaam en komt daar alleen voor in hoogalpiene gebieden in de Tararua Ranges. Op het Zuidereiland komt de soort algemeen voor in sub-alpiene en alpiene gebieden.

## Synoniemen
- Phormium colensoi var. variegatum B.S.Williams
- Phormium cookianum Le Jol.
- Phormium cookianum subsp. hookeri (Gunn) Wardle
- Phormium forsterianum Hook.
- Phormium hookeri Gunn
- Phormium tenax var. colensoi (Hook.f.) Carrière
- Phormium tenax var. cookii Carrière